# Oxystomina islandica
Oxystomina islandica is een rondwormensoort uit de familie van de Oxystominidae. De wetenschappelijke naam van de soort is voor het eerst geldig gepubliceerd in 1943 door De Coninck.